# Чоловік-привид (фільм, 1917)
Чоловік-привид (англ. A Phantom Husband) — американська комедійна драма режисера Ферріса Гартмана 1917 року.

## У ролях
- Рут Стовнгаус — Джессі Вілкокс
- Дж.П. Вайлд — Абель Вілкокс
- Чарльз Ганн — Аллан Ейвері
- Евелін Дріскелл — Марі Маннерс
- Дон Лайкс — Джиммі
- Мері МакІвор — клерк